# Luksemburska liga w hokeju na lodzie (2001/2002)
Luksemburska liga w hokeju na lodzie (2001/2002) – szósty sezon Luksemburskiej ligi w hokeju na lodzie. Tytuł mistrza Luksemburga po raz szósty wywalczyła drużyna Tornado Luksemburg zdobywając szósty tytuł z rzędu. Wicemistrzami został Rapids Remich, a trzecie miejsce zajął IHC Beaufort.
| Lp. | Drużyna            |
| --- | ------------------ |
| 1.  | Tornado Luxembourg |
| 2.  | Rapids Remich      |
| 3.  | IHC Beaufort       |